# 뇌베니 노르베르트
뇌베니 노르베르트(헝가리어: Növényi Norbert, 1957년 5월 15일~)는 헝가리의 레슬링 선수, 배우로 1980년 하계 올림픽 그레코로만형 라이트헤비급에서 금메달을 획득했다.

## 경력
부다페스트에서 태어났으며 아버지인 노르베르트 1세는 1950년대에 헝가리 선수권 대회에서 우승하는 등 레슬링 선수로 활동했다. 아버지의 영향으로 3세 때 레슬링을 시작했으며 1977년 헝가리 선수권 대회에서 동메달을 획득하면서 두각을 드러냈다. 1972년 하계 올림픽 우승자인 헤게뒤시 처버의 후계자로 여겨진 그는 1978년 처음으로 헝가리 국가대표 선수로 발탁되었다. 같은 해 동독 라이프치히에서 열린 베르너 젤렌빈더 추모 대회를 통해 첫 국제 대회에 출전했다. 뇌베니는 이 대회에서 불가리아의 스토얀 니콜로프의 뒤를 이어 준우승을 차지했다.
1979년 3월 서독 아샤펜부르크에서 열린 독일 그랑프리에서 니콜로프를 꺾고 우승을 차지했다. 4월에는 루마니아 부쿠레슈티에서 열린 1979년 유럽 선수권 대회에 참가하여 5승을 거뒀으며 스웨덴의 프랑크 안데르손에게 1승을 내주면서 은메달을 획득했다. 같은 해 8월에는 미국 샌디에이고에서 열린 1979년 세계 선수권 대회에 참가했으며 이 대회에서도 안데르손의 뒤를 이어 은메달을 획득했다.
1980년 2월에는 스웨덴 베스테로스에서 열린 메라컵에서 3위에 올랐으며 같은 해 7월 소련 모스크바에서 열린 1980년 하계 올림픽에서 그레코로만형 라이트헤비급 금메달을 획득했다. 그는 핀란드의 케이요 만니, 시리아의 아테프 마하이리, 그리스의 요르고스 포지디스, 쿠바의 호세 폴을 모두 꺾었으며 자신을 국제 대회에서 두 번 꺾은 안데르손을 격파한 소련의 이고리 카니긴을 상대로 승리를 거두며 우승을 차지했다. 이듬해인 1981년 2월에는 메라컵에서 서독의 우베 작스의 뒤를 이어 준우승을 차지했고 4월에 스웨덴 예테보리에서 열린 1981년 유럽 선수권 대회에서는 7위를 기록했다. 이후 1982년 11월에는 고향 부다페스트에서 열린 레슬링 월드컵에서 카니긴의 뒤를 이어 준우승을 차지했다.
1983년 4월에는 부다페스트에서 열린 1983년 유럽 선수권 대회에서 루마니아의 일리에 마테이에게 밀리면서 4위를 기록했으며 6월에는 폴란드 바르샤바에서 열린 브와디스와프 피틀라신스키 추모 대회에서 준우승을 차지했다. 같은 해 9월에는 소련 키예프에서 열린 1983년 세계 선수권 대회에서 카니긴과 불가리아의 아타나스 콤셰프의 뒤를 이어 동메달을 획득했다.
1985년에는 킥복싱에도 도전하여 헝가리 국가대표 킥복싱 선수로 활동하기도 했다. 같은 해 5월에는 일본 도쿄에서 열린 월드 슈퍼 레슬링 챔피언십에 참가하여 그레코로만형 100kg급에서 우승을 차지했다. 이후 현역에서 은퇴하여 부다페스트 스파르타쿠스 레슬링팀의 코치를 지내다가 할리우드로 넘어가 배우로 활동하기도 했다.
이후 1992년에 다시 레슬링 선수로 복귀하여 3월에 켈하임에서 열린 독일 그랑프리에서 독립국가연합의 세르게이 데먀시케비치의 뒤를 이어 준우승을 차지했으며 헝가리 선수권 대회에서 당해 헝가리 중량급 1인자인 머요르 샨도르를 꺾으며 올림픽 출전권을 획득했다. 같은 해 7월 스페인 바르셀로나에서 열린 1992년 하계 올림픽에서 첫 상대인 파나마의 루이스 산도발을 꺾었으나 유고슬라비아의 밀로시 고베다리차와 독일의 안드레아스 슈타인바흐에게 패하여 탈락했다. 이후 다시 한 번 레슬링에서 은퇴했고 2004년에 잠시 복귀하여 헝가리 선수권 대회에 출전하기도 했다.
2009년에는 헝가리 장애인 스포츠 협회 회장으로 취임했으며 자신의 이름을 건 격투기 도장을 운영하고 있다.